# Saison 3 de Mad Men
Chronologie
Saison 2 Saison 4
Cet article présente la troisième saison de la série télévisée américaine Mad Men.

## Distribution

### Acteurs principaux
- Jon Hamm (VF : Bruno Choël) : Don Draper (directeur de la création et associé)
- Elisabeth Moss (VF : Anne O'Dolan) : Peggy Olson (rédactrice)
- Vincent Kartheiser (VF : Yoann Sover) : Pete Campbell (co-directeur clientèle, devient chargé de la gestion des clients à l'épisode 12)
- January Jones (VF : Nathalie Karsenti) : Betty Draper (12 épisodes)
- Christina Hendricks (VF : Marine Jolivet) : Joan Harris (responsable administrative), quitte Sterling Cooper durant l'épisode 6.
- Bryan Batt (VF : Serge Biavan) : Salvatore Romano (graphiste), quitte Sterling Cooper durant l'épisode 9.
- Michael Gladis (VF : Denis Laustriat) : Paul Kinsey (rédacteur)
- Aaron Staton (VF : Sébastien Desjours) : Ken Cosgrove (co-directeur clientèle, devient directeur commercial et clientèle à l'épisode 12)
- Rich Sommer (en) (VF : Vincent Ribeiro) : Harry Crane (directeur du service médias et télévision)
- Robert Morse (VF : Michel Prud'homme) : Bert Cooper (Président d'honneur de Sterling Cooper et associé)
- John Slattery (VF : Éric Legrand) : Roger Sterling (associé)

### Acteurs récurrents
- Kiernan Shipka (VF : Corinne Martin) : Sally Draper (13 épisodes)
- Alexa Alemanni (VF : Pamela Ravassard) : Allison (11 épisodes)
- Jared Harris (VF : Alain Choquet) : Lane Pryce[1] (directeur financier)  (9 épisodes)
- Patrick Cavanaugh (VF : Gaël Zaks) : "Smitty" Smith (8 épisodes)
- Christopher Stanley (en) (VF : Pierre Laurent) : Henry Francis (7 épisodes)
- Alison Brie (VF : Natacha Muller) : Trudy Campbell (6 épisodes)
- Deborah Lacey (VF : Pascale Jacquemont) : Carla (6 épisodes)
- Chelcie Ross (VF : Michel Ruhl) : Conrad "Connie" Hilton (6 épisodes)
- Abigail Spencer (VF : Julie Dumas) : Suzanne Farrell (6 épisodes)
- Ryan Cartwright (VF : Jérôme Berthoud) : John Hooker (5 épisodes)
- Edin Gali : Kurt Smith (5 épisodes)
- Julie McNiven (VF : Nadine Girard) : Hildy (5 épisodes)
- Ryan Cutrona : Gene Hofstadt (4 épisodes)
- Anne Dudek (VF : Céline Ronté) : Francine Hanson (4 épisodes)
- Crista Flanagan (en) (VF : Laurence Bréheret) : Lois Sadler (3 épisodes)
- Eric Ladin (VF : Benjamin Boyer) : William Hofstadt (3 épisodes)
- Peyton List (VF : Olivia Luccioni) : Jane Sterling (3 épisodes)
- Mark Moses (VF : Luc Bernard) : Herman "Duck" Phillips (3 épisodes)
- Samuel Page (VF : Stéphane Miquel) : Greg Harris (3 épisodes)
- Talia Balsam (VF : Annie Le Youdec) : Mona Sterling (2 épisodes)
- Audrey Wasilewski (VF : Delphine Braillon) : Anita Olson Respola (2 épisodes)
- Darren Pettie (VF : Éric Aubrahn) : Lee Garner, Jr. (1 épisode)
- Myra Turley (VF : Marion Game) : Katherine Olson (1 épisode)

## Production
Le tournage de la saison a repris le 4 mai 2009.

## Liste des épisodes
1. Voyage d'affaires
2. Love Among the Ruins
3. My Old Kentucky Home
4. Les préparatifs
5. Le brouillard
6. La hache de guerre
7. 23 juillet
8. L'escapade
9. Un petit matin
10. La couleur bleue
11. La gitane et le clochard
12. Les grands
13. Qui m'aime me suive

### Épisode 1:Voyage d'affaires
- États-Unis : 16 août 2009 sur AMC[3]
- France : 16 septembre 2010 sur Canal+
- Belgique : 24 avril 2011 sur La Deux
- Québec : 13 septembre 2011 sur Télé-Québec[4]

- États-Unis : 2,76 millions de téléspectateurs[5]

Au début de l'année 1963, la réorganisation de Sterling Cooper par les propriétaires anglais se fait sentir avec près d'un tiers des employés renvoyés, l'arrivée de Lane Pryce, et la nomination de Pete et Ken au même poste de Directeur clientèle (pour les mettre en compétition). 

### Épisode 2:Love Among the Ruins
- États-Unis : 23 août 2009
- France : 23 septembre 2010
- Québec : 20 septembre 2011
- Belgique :

- États-Unis : 1,9 million de téléspectateurs[6]

Une campagne pour la boisson allégée de Pepsi préoccupe Peggy. 
Don, qui perd ses clients les uns après les autres, se retrouve à gérer la famille de Betty dont le père perd de plus en plus la tête. Le frère de Betty et sa famille sont invités à passer le week-end, mais ils n'arrivent pas à se mettre d'accord sur la solution pour leur père. Don va alors forcer la main de William afin de trouver une solution qui convienne à sa femme : il prend chez lui Gene, et son beau-frère leur verse une compensation financière.

### Épisode 3:My Old Kentucky Home
- États-Unis : 30 août 2009
- France : 30 septembre 2010
- Québec : 27 septembre 2011

- États-Unis : 1,61 million de téléspectateurs[7]

Une après-midi de week-end, certains membres de Sterling Cooper se rendent à une garden party organisée par Roger Sterling tandis que Kensey, Peggy et Smitty restent travailler sur une campagne. L'inspiration ne venant pas, ils en profitent pour fumer de la marijuana dans le bureau. 
La garden party révèle les talents en danse de Pete et Trudy, Jane est ivre, et Roger se ridiculise à pavaner son bonheur avec sa jeune compagne. 

### Épisode 4:Les Préparatifs
- États-Unis : 6 septembre 2009
- France : 7 octobre 2010
- Québec : 4 octobre 2011

- États-Unis : 1,51 million de téléspectateurs[8]

### Épisode 5:Le Brouillard
- États-Unis : 13 septembre 2009
- France : 14 octobre 2010
- Québec : 11 octobre 2011

- États-Unis : 1,75 million de téléspectateurs[9]

Lane Pryce fait remarquer au personnel de Sterling Cooper qu'ils ont de gros problèmes d'argent avec des dépenses inutiles, notamment du côté de la création. Don est très contrarié et estime que son service a besoin de liberté pour être opérationnel. 
Betty apprend par un policier que son père est décédé d'une attaque dans un supermarché, et Sally en est très affectée. Quelques jours plus tard, elle part à l'hôpital avec Don pour donner naissance à son troisième enfant. 

### Épisode 6:La Hache de guerre
- États-Unis : 20 septembre 2009
- France : 21 octobre 2010
- Québec : 18 octobre 2011

- États-Unis : 1,57 million de téléspectateurs[10]

Les propriétaires de l'agence viennent personnellement dans les bureaux de Sterling Cooper. Les employés sont prévenus la veille, et tenus de travailler pour la fête nationale. 
Une fois sur place, ils en profitent pour faire quelques réarrangements dans les postes et envoyer Pryce dans une succursale indienne. 
Ken, pris par une campagne, amène une tondeuse dans les bureaux, ce qui va entrainer des désastres. 

### Épisode 7:23 juillet
- États-Unis : 27 septembre 2009
- France : 28 octobre 2010
- Québec : 25 octobre 2011

- États-Unis : 1,73 million de téléspectateurs[11]

### Épisode 8:L'Escapade
- États-Unis : 4 octobre 2009
- France : 4 novembre 2010
- Québec : 1er novembre 2011

### Épisode 9:Un petit matin
- États-Unis : 11 octobre 2009
- France : 11 novembre 2010
- Québec : 8 novembre 2011

### Épisode 10:La Couleur bleue
- États-Unis : 18 octobre 2009
- France : 18 novembre 2010
- Québec : 15 novembre 2011

### Épisode 11:La Gitane et le Clochard
- États-Unis : 25 octobre 2009
- France : 25 novembre 2010
- Québec : 22 novembre 2011

- États-Unis : 1,72 million de téléspectateurs[12]

### Épisode 12:Les Grands
- États-Unis : 1er novembre 2009
- France : 2 décembre 2010
- Québec : 29 novembre 2011

- États-Unis : 1,78 million de téléspectateurs[13]

### Épisode 13:Qui m'aime me suive
- États-Unis : 8 novembre 2009
- France : 9 décembre 2010
- Belgique : 29 mai 2011
- Québec : 6 décembre 2011[14]

- États-Unis : 2,32 millions de téléspectateurs[15]